# Timothy Kast
Timothy Kast (* 19. August 1988 in Genf) ist ein ehemaliger Schweizer Eishockeyspieler. Der Angriffsspieler stand zuletzt beim EHC Olten in der Swiss League unter Vertrag.

## Karriere
Kast stammt aus der Jugendabteilung von Genève-Servette HC. In der Saison 2007/08 gab er sein Debüt in der National League A (NLA). Bei den NLB-Klubs EHC Basel und HC La Chaux-de-Fonds war er bis 2014 Leistungsträger und vollzog dann den Schritt zurück in die NLA und zurück zu seinem Heimatverein Genève-Servette. Mit GSHC gewann er Ende 2014 den Spengler Cup, weitere Erfahrung im internationalen Vergleich sammelte Kast in der Champions Hockey League.
Im November 2016 gab der EV Zug Kasts Verpflichtung ab der Saison 2017/18 bekannt. Zum Spieljahr 2018/19 kehrte er nach Genf zurück. Zur Saison 2021/22 wechselte er zum SC Bern. Für die Spielzeit 2022/23 unterzeichnete Kast einen Vertrag beim EHC Olten aus der Swiss League. Im Anschluss beendete er seine aktive Karriere.

## Erfolge und Auszeichnungen
- 2014 Spengler-Cup-Gewinn mit dem Genève-Servette HC